# آرام تیلور (کشتی)
آرام تیلور (کشتی) (به انگلیسی: Pacific Swift (ship)) یک کشتی است که طول آن ۱۱۱ فوت (۳۴ متر) می‌باشد. این کشتی در سال ۱۹۸۶ ساخته شد.